# Vogelsbach (Aalenbach)
Der Vogelsbach ist ein knapp ein Kilometer langer Bach in der Stadtteilgemarkung Großaltdorf der Kleinstadt Vellberg im Landkreis Schwäbisch Hall im nordöstlichen Baden-Württemberg, der nach insgesamt nordwestlichem Lauf unterhalb von Kleinaltdorf von links in den Aalenbach mündet.

## Geographie

### Verlauf
Der auf ganzer Länge nur unbeständig wasserführende Vogelsbach entsteht südlich von Kleinaltdorf im Hangwald Streich auf etwa 435 m ü. NHN. Er verläuft die ersten gut 200 Meter nordnordwestlich in einer nicht sehr ausgeprägten Klinge und wechselt dann in die offene Flur. Diese durchzieht er zwischen den Gewannen Vogelsbach und dann Bräunlesäcker rechts sowie Streich links in leicht geschlängeltem Lauf. Er fließt dort in einem Graben ohne Baum und Gesträuch am Ufer zwischen Feldern und Wiesen sowie vom Feldweg Vorderer Streichweg begleitet in nordwestlicher Richtung. Etwas unterhalb des gegenüber liegenden Weilers Kleinaltdorf und etwas oberhalb des Zuflusses des Mühlenbachs, der diesem von der anderen Seite zuläuft, mündet er auf etwa 374 m ü. NHN von links in den Aalenbach.
Der Vogelsbach mündet nach seinem etwa 0,8 km langen Weg mit mittlerem Sohlgefälle von etwa 76 ‰ ungefähr 61 Höhenmeter unterhalb seiner Quelle im Waldgewann Streich. Er hat keine offenen Zuflüsse.

### Einzugsgebiet
Der Vogelsbach hat ein Einzugsgebiet von etwas über 0,3 km² Größe. Es liegt, naturräumlich gesehen, mit dem etwas größeren oberen Anteil im Unterraum Burgberg-Vorhöhen und Speltachbucht der Schwäbisch-Fränkischen Waldberge, mit dem mündungsnahen unteren im Unterraum Haller Ebene der Hohenloher und Haller Ebene. Die Naturraumgrenze folgt etwa dem Waldrand. Der mit etwa 365 m ü. NHN höchste Punkt liegt an der Südostecke im Streich auf dem Binselberg-Kamm.
Das Einzugsgebiet grenzt an die Einzugsgebiete folgender Nachbargewässer:
- Im Nordosten fließt ein namenloser Bach längs der K 2665 Frankenhardt-Steinehaig–Kleinaltdorf oberhalb zum Aalenbach;
- im Südsüdosten liegt jenseits des Binselberg-Kammes im Waldgewann Streich die Brunnenklinge, deren Bach über den Echtbach deutlich weiter abwärts in den Aalenbach entwässert.
- im Südwesten mündet ein namenloser Quellabfluss im Gewann Käsäcker weniger weit abwärts in den Aalenbach.

Bis auf winzige Randschnipsel liegt das Gebiet ganz in der Stadtteilgemarkung Großaltdorf der Kleinstadt Vellberg.

## Geologie
Der Binselberg-Kamm im Südsüdosten ist eine schmale Hochebene im Schilfsandstein (Stuttgart-Formation). Darunter steht auf dem größeren Teil des Einzugsgebietes Gipskeuper (Grabfeld-Formation) an, in dem der Bach entsteht und bis etwas nach der Grenze zur Flur verläuft. Darunter wiederum liegt weit überwiegend Lettenkeuper (Erfurt-Formation), ausgenommen nur die schmale unterste Talmulde des Baches, in der der Bach sich sogar etwas in den Oberen Muschelkalk eingeschnitten hat.

### LUBW
Amtliche Online-Gewässerkarte mit passendem Ausschnitt und den hier benutzten Layern: Lauf und Einzugsgebiet des Vogelsbachs

Allgemeiner Einstieg ohne Voreinstellungen und Layer: Daten- und Kartendienst der Landesanstalt für Umwelt Baden-Württemberg (LUBW) (Hinweise)
1. 1 2  Höhe nach dem Höhenlinienbild auf dem Hintergrundlayer Topographische Karte.
2. ↑  Länge abgemessen auf dem Hintergrundlayer Topographische Karte.
3. ↑  Einzugsgebiet abgemessen auf dem Hintergrundlayer Topographische Karte.

### Andere Belege
1. ↑  Wolf-Dieter Sick: Geographische Landesaufnahme: Die naturräumlichen Einheiten auf Blatt 162 Rothenburg o. d. Tauber. Bundesanstalt für Landeskunde, Bad Godesberg 1962. → Online-Karte (PDF; 4,7 MB)
2. ↑  Geologie nach den Layern zu Geologische Karte 1:50.000 auf: Mapserver des Landesamtes für Geologie, Rohstoffe und Bergbau (LGRB) (Hinweise)